# Кумераль
Кумераль (Cumeral) — мёртвый и плохо изученный неклассифицированный индейский язык, который принадлежит аравакской языковой семье, на котором раньше говорил народ с одноимённым названием, проживавший на территории Колумбии.